# Egaenus oedipus
Egaenus oedipus is een hooiwagen uit de familie echte hooiwagens (Phalangiidae).